# Polyacanthia fonscolombei
Polyacanthia fonscolombei là một loài bọ cánh cứng trong họ Cerambycidae.